# 봉화군·울진군
봉화군·울진군은 대한민국의 옛 국회의원 선거구이다. 당시 경상북도 봉화군, 울진군 지역을 관할했다.

## 역사
제16대 국회의원 선거를 앞두고 영양군·봉화군·울진군 선거구에서 분리되면서 신설되었다.
제17대 국회의원 선거를 앞두고 선거구 개편이 이루어짐에 따라 영양군, 영덕군과 함께 영양군·영덕군·봉화군·울진군 선거구를 이루게 되면서 폐지되었다.

## 역대 국회의원
| 선거   | 정당 | 정당     | 의원   |
| ------ | ---- | -------- | ------ |
| 2000년 |      | 한나라당 | 김광원 |

## 역대 선거 결과

### 대한민국 제16대 국회의원 선거
|  | 50.01% |

|  | 49.98% |